# Sekundäre innertropische Konvergenz
Die Sekundäre innertropische Konvergenz (auch sekundäre ITC) ist ein Klimaphänomen im Bereich des Äquators.
Im Bereich der Tropen ist die Einstrahlung ganzjährig intensiv. Der mittägliche Einfallswinkel der Sonnenstrahlen schwankt zwischen 43° und 90°, die Tageslänge zwischen 10,5 und 13,5 Stunden.
Die Erdoberfläche wird folglich stark erwärmt und damit auch die auflagernde Luft. Dennoch kommt es nicht überall zu starkem Aufstieg der erwärmten Luftmassen, da die Passatinversion diesen vielerorts verhindert. Ihrer Entstehung nach kann sich aber am Äquator, dem längsten Breitenkreis der Erde, keine Passatinversion ausbilden. Deshalb kommt es hier ganzjährig zur Konvektion mit Wolkenbildung und Regen. Dieses Phänomen wird als sekundäre Innertropische Konvergenzzone (ITC) bezeichnet, wenn sich die primäre ITC von März bis September nach Norden und von September bis März nach Süden verlagert. Ende März und Ende September fallen beide zusammen.